# استفان مولر (ریاضیدان)
استفان مولر (انگلیسی: Stefan Müller؛ زادهٔ ۱۵ مارس ۱۹۶۲) ریاضی‌دان، و استاد دانشگاه اهل آلمان و از استادان دانشگاه صنعتی زوریخ است.

## زندگی
او هم‌اکنون استاد دانشگاه بن است. وی در سال ۱۹۹۶ یکی از بنیانگذاران مؤسسه ریاضیات علوم ماکس پلانک بوده و تا سال ۲۰۰۸ در آنجا فعالیت می‌کرد. او بخاطر تحقیقات خود در زمینه تجزیه و تحلیل و حساب تغییرات بسیار مشهور است. وی به کاربرد روش‌های ریاضی در مکانیک پیوسته نظریه، به ویژه علم مواد و مشکلات مربوط به ریزساختارها علاقه‌مند است.